# Campo Bórquez
Campo Bórquez är en ort i Mexiko.   Den ligger i kommunen Guasave och delstaten Sinaloa, i den västra delen av landet, 1 200 km nordväst om huvudstaden Mexico City. Campo Bórquez ligger 17 meter över havet och antalet invånare är 217.
Terrängen runt Campo Bórquez är mycket platt. Runt Campo Bórquez är det ganska tätbefolkat, med 100 invånare per kvadratkilometer. Närmaste större samhälle är Guasave, 6,6 km öster om Campo Bórquez. Trakten runt Campo Bórquez består till största delen av jordbruksmark.